# Katoa
Katoa  est une localité du Tchad située dans la préfecture du Mayo-Lémié.

## Géographie
Katoa est une localité située au Sud de N'Djamena aux environs de 140 km à vol d'oiseau et au nord-ouest de Guelendeng aux environs de 75 km au bord du fleuve logone. Katoa est limité à l'ouest par Pouss au Cameroun, à l'est par le canton Mogrom précisément à Didou, au Sud par le canton Gouaye et au Nord par le canton Madiago. C'est une zone inondable caractérisée par la culture du riz et du sorgho pendant la période des pluies. Située au bord du fleuve logone Katoa est une zone de pêche et d'élevage.

## Histoire
Tout comme les Kotoko et les Boutouma, les Mousgoum sont les descendants des Sao. Ce peuple a migré du lac Tchad et du Chari Baguirmi à la recherche des poissons autour de deux fleuves Logone et Chari pour se fixer tout le long de deux fleuves. Depuis le lac Tchad jusqu'à Pouss au Cameroun et Guelendeng au Tchad les Mousgoum ont fixé des petits villages qui existent jusqu'aujourd'hui. Étant donné que ces terres ont été inconquises, les Mousgoum, des valeureux guerriers, ont profité pour implanter leurs chefferies vers la fin du XVIIIe siècle. Ils ont fixé d'abord vers la fin du XVIIIe siècle le sultanat de Pouss et celui de Katoa en 1912. Le deux sultanats ont conquis les terres jusqu'à Mogrom aux frontières avec le Chari Baguirmi pour fixer un troisième sultanat à Mogrom.

## Population et développement
Katoa est située à la frontière avec le Cameroun, à proximité de Pouss. La construction de la digue de Bongor-Katoa a permis de réaliser plus 50000 périmètres cultivables d'une superficie de plus 50000 hectares du sud au nord entre Gouaye et Holi et de l'est à l'ouest entre Katoa et Toul.

## Économie
L'économie de Katoa est basée sur l'agriculture, la pêche et l'élevage. Les terres de Katoa sont inondables pendant la saison de pluie d'où l'importance de la riziculture. Ces terres jusqu'à présent inexploitées, n'attendent que le gouvernement tchadien à investir les moyens modernes pour changer la rentabilité agricole. Les transactions entre Pouss et Katoa font que les véhicules sont tous les jours présents sur la route N'Djamena-Katoa, Bongor-Katoa et Katoa-Guelendeng en plus du transport des riz de Katoa et Pouss vers N'Djamena.